# Ischyromene eatoni
Ischyromene eatoni is een pissebed uit de familie Sphaeromatidae. De wetenschappelijke naam van de soort is voor het eerst geldig gepubliceerd in 1875 door Edward John Miers.